# Alemania en el Festival de la Canción de Eurovisión Junior
Alemania es uno de los países participantes del Festival de Eurovisión Junior tras su debut en 2020.
Su puntuación media hasta su retiro es de 76,25 puntos.

## Historia
Alemania originalmente iba a participar en 2003 en Copenhague, pero luego se retiró del concurso. También planearon participar en el 2004 en Lillehammer, pero nuevamente se retiraron del concurso. Además, NDR también transmitió Eurovisión Junior 2003, 2015 y 2016.
En mayo de 2014, NDR anunció que no debutaría en el concurso, ya que creía que no sería un éxito bajo los estándares alemanes de marketing televisivo. Sin embargo, sí observaron el certamen de 2013 en Kiev, Ucrania. Además, ZDF asistió al Concurso en 2014 en Malta y el 2 de junio de 2015, NDR declaró que no habían descartado un debut ese mismo año. Así, el 1 de julio de 2015, ARD, miembro del consorcio NDR, lanzó una encuesta en línea para decidir si Alemania debería participar o no en Eurovisión Junior, que se transmitiría en la emisora infantil KiKa (empresa conjunta de ARD y ZDF).
En diciembre de 2019, KiKA confirmó que una delegación del canal y NDR asistieron a Gliwice, Polonia, para experimentar la competencia como parte de la audiencia. Aun así, se hizo hincapié en que aún no se había tomado una decisión sobre si Alemania participaría el año siguiente o no, aunque hubo discusiones cercanas con la UER.
Finalmente, el 8 de julio de 2020, se anunció que Alemania debutaría en el certamen en Varsovia, Polonia. KiKa, el canal infantil de propiedad conjunta de los miembros de la Unión Europea de Radiodifusión (UER) ARD y ZDF, sería responsable de la selección de su primer participante. Para ello, llevarían a cabo la final nacional televisada Dein Song für Warschau (Su canción para Varsovia), con la canción seleccionada internamente.

## Participaciones
| 2020                 | Varsovia | Susan   | «Stronger With You»    | 12 | 66  |
| 2021                 | París    | Pauline | «Imagine Us»           | 17 | 61  |
| No participó en 2022 |          |         |                        |    |     |
| 2023                 | Niza     | Fia     | «Ohne Worte»           | 9  | 107 |
| 2024                 | Madrid   | Bjarne  | «Save The Best For Us» | 11 | 71  |
| No participó en 2025 |          |         |                        |    |     |

## Votaciones
Alemania ha dado más puntos a...
| N.º | País         | Pts |
| --- | ------------ | --- |
| 1   | Francia      | 32  |
| 2   | España       | 24  |
| 3   | Armenia      | 22  |
| 4   | Polonia      | 20  |
| 4   | Ucrania      | 20  |
| 5   | Georgia      | 16  |
| 6   | Malta        | 15  |
| 6   | Países Bajos | 15  |
| 7   | Portugal     | 12  |
| 8   | Albania      | 11  |
| 8   | Rusia        | 11  |
| 9   | Bielorrusia  | 7   |
| 10  | Kazajistán   | 6   |

Alemania ha recibido más puntos de...
| N.º | País                | Pts |
| --- | ------------------- | --- |
| 1   | Francia             | 13  |
| 2   | Georgia             | 11  |
| 3   | Kazajistán          | 9   |
| 4   | Estonia             | 8   |
| 5   | Serbia              | 7   |
| 6   | Malta               | 6   |
| 6   | Ucrania             | 6   |
| 7   | Armenia             | 5   |
| 7   | Irlanda             | 5   |
| 8   | Macedonia del Norte | 4   |
| 8   | Países Bajos        | 4   |
| 9   | Bielorrusia         | 3   |
| 9   | Polonia             | 3   |
| 10  | Albania             | 2   |
| 10  | Portugal            | 2   |

## Portavoces
| Año  | Portavoz | 12 Puntos    |
| ---- | -------- | ------------ |
| 2020 | Olivia   | Países Bajos |
| 2021 | Venetia  | Polonia      |
| 2023 | ??       | Armenia      |
| 2024 | ??       | Portugal     |